# White Elephant Orchestra
La White Elephant Orchestra (1969-1972) fue un big band de jazz-rock formado por algunos de los músicos de sesión y de estudio más relevantes de Nueva York.
Dirigida por Mike Mainieri, la banda contaba con George Young, Frank Vicari, Michael Brecker, y Ronnie Cuber en los saxos; Jon Faddis, Lew Soloff y Randy Brecker en las trompetas; Barry Rogers y Jon Pierson en los trombones. La sección rítmica la formaba Steve Gadd, Tony Levin, Malcolm MacDonald, Warren Bernhardt, Joe Beck, David Spinozza y Hugh McCracken.